# 瓦沙尔海伊·埃迪特
瓦沙尔海伊·埃迪特（匈牙利語：Vásárhelyi Edit，1923年5月5日—2019年2月1日），匈牙利女子竞技体操运动员。她曾代表匈牙利获得1948年和1952年夏季奥运会体操比赛女子团体全能银牌、1952年便携式器械铜牌。